# Ignac Kamenik
Ignac Kamenik, slovenski pisatelj, dramatik, publicist, urednik, bibliotekar, profesor in kulturni organizator, * 1. oktober 1926, Solčava, † 17. julij 2002, Maribor.

## Življenjepis
Kamenik je začel svoje šolanje na klasični gimnaziji v Ljubljani, nato izgubil možnost nadaljnjega izobraževanja, bil vpoklican v nemško vojsko, iz katere je pobegnil na Pohorje med partizane. Nato se je po koncu vojne predal tistemu, kar ga je prevzemalo od malega – slovenski umetniški besedi. Po opravljeni maturi na mariborski klasični gimnaziji je študiral slovenistiko na Filozofski fakulteti v Ljubljani in leta 1954 tudi diplomiral. Od leta 1956 do leta 1962 je bil v domači Slovenski Bistrici profesor in tudi ravnatelj osemletke, ki so jo takrat teoretično utemeljili. Leta 1962 je eno leto poučeval na mariborski Prvi gimnaziji, nato pa se je preusmeril v knjižničarstvo. Postal je katalogizator in klasifikator v Mariborski Študijski knjižnici (1963 – 19567), ki se je takrat oblikovala v osrednjo knjižnico porajajočega se mariborskega visokega šolstva. Leta 1967 ga je zvabilo poklicno gledališče: Drama SNG Maribor. Toda mehanizem poklicnega gledališča ga ni zadovoljil, zato je leta 1969sprejel vznemirljivo nalogo – kot ravnatelj Mariborske mestne knjižnice izvesti njeno združitev z Delavsko knjižnico, v novi, Mariborski knjižnici pa osrediščiti knjižničarske dejavnosti ter z matično službo povezati v enovit knjižnični sistem krajevne in društvene knjižnice. Z njegovo pomočjo je leta 1974 potujoča knjižnica dobila nov bibliobus, ki so ga izdelala domača podjetja. Ta je svoja izposojevališča raztresel ne samo po krajih mariborske občine, pač pa tudi po številnih drugih. Kamenik je sodeloval pri trojici, ki je v letih 1974 -1979 urejala osrednjo slovensko strokovno revijo Knjižnica. Kot član Društva slovenskih književnikov je sodeloval v njegovih akcijah in bil v uredniškem odboru revije Dialogi.  Od leta 1977do 1981 je bil vodja bibliotekarskega strokovnega in znanstvenoraziskovalnega centra NUK, 1981 do 1984 vodja kulturnovzgojnega programa Cankarjevega doma ter od 1984 do 1085 svetovalec Zavoda SR Slovenije za šolstvo. Za delo na področju knjižničarstva je prejel Čopovo diplomo.

## Književno delo
V dramskem delu si je prizadeval oblikovati soočenja svojih junakov z družbenim dogajanjem.
Like obravnava zvečine sociološko in filozofsko, zelo blizu je literarni smeri eksistencializma. Napisal je: »trpko komedijo« Postaja ob veliki cesti (1959) in drame Dvajset let kasneje (1965), Marionete (1968) in Galebi (1971).

## Strokovno delo
Kamenik je objavljal strokovne članke in razprave o organiziranosti knjižničarstva, zlasti splošnih javnih in šolskih knjižnic, o liku knjižničarja, o zaslužnih knjižničarjih ter o izobraževanju in raziskovalnem delu v knjižničarski stroki.